# Gitte Andersen
Gitte Andersen (* 28. April 1977) ist eine ehemalige dänische Fußballnationalspielerin. Die Abwehrspielerin spielte von 2000 bis 2007 für die dänische Nationalmannschaft, für die sie bei den Europameisterschaften 2001 und 2005 sowie der WM 2007 spielte.

## Karriere

### Verein
Andersen spielte während ihrer Karriere unter anderem für die dänischen Vereine Brøndby IF, Rødovre BK und Ølstykke FC.

### Nationalmannschaft
1995 und 1997 bestritt sie mit der dänischen U-21-Mannschaft zehn Spiele, unter anderem beim Nordic Cup. Erst zweieinhalb Jahre später wurde sie erstmals in der A-Nationalmannschaft eingesetzt: am 12. März 2000 machte sie beim 0:1 gegen  Schweden im Rahmen des Algarve-Cups ihr erstes Länderspiel und stand dabei gleich in der Startelf. Auch die nächsten drei Turnierspiele machte sie mit sowie die beiden folgenden Spiele in der Qualifikation für die EM 2001. Danach folgte aber eine Pause bis zum nächsten Algarve-Cup, bei dem die Däninnen durch eine 0:3-Finalniederlage gegen Schweden Zweite wurden. Auch bei der kurz darauf folgenden EM-Endrunde, bei der sie im Halbfinale erneut gegen Schweden das Nachsehen hatte, kam sie in allen Spielen zum Einsatz. In den folgenden vier Jahren nahm sie dann immer am
Algarve-Cup teil, konnte in der Zeit aber nicht mehr das Finale erreichen. Am 20. April 2002 erzielte sie dann mit ihrem einzigen Länderspieltor beim 4:1 gegen die Schweiz den 1:0-Führungstreffer. Weiterer Höhepunkt war die Teilnahme an der Fußball-Europameisterschaft der Frauen 2005, bei der die Däninnen nach einem Remis gegen Schweden, einem Sieg gegen Gastgeber England und einer Niederlage gegen EM-Neuling Finnland aufgrund des direkten Vergleichs mit den Finninnen als Gruppendritte ausschieden. Danach folgte für sie eine Länderspielpause von 15 Monaten und nach nur einem Spiel eine erneute halbjährige Pause. Erst ab dem Algarve-Cup 2007 wurde sie dann wieder in jedem Spiel außer einem Freundschaftsspiel gegen Deutschland eingesetzt und beim Algarve-Cup verloren sie nur gegen Weltmeister Deutschland, der aber bei dieser Ausgabe nur Achter wurde, und im Finale gegen die USA. Sie wurde dann auch für die WM 2007 nominiert und in den drei Gruppenspielen eingesetzt. Da nur das Spiel gegen Ozeanienmeister Neuseeland gewonnen wurde, die beiden anderen Spiele gegen Gastgeber China und Brasilien aber verloren wurden, schieden die Däninnen aber aus. Nach der WM kam sie noch in drei Spielen zum Einsatz. Ihr letztes Spiel war das Hinspiel in der Qualifikation für die Olympischen Spiele 2008 gegen Schweden, das die beiden Mannschaften nach dem Vorrundenaus bei der WM um den letzten europäischen Startplatz bestreiten mussten. Die Däninnen verloren im heimischen Viborg mit 2:4, bis heute die einzige Niederlage in Viborg. Beim mit 1:3 verlorenen Rückspiel, durch das die Däninnen die Olympischen Spiele endgültig verpassten, kam sie dann nicht mehr zum Einsatz.

## Erfolge
- Dänische Meisterin: 2005 bis 2008 (mit Brøndby IF)